# Playa Crash Boat
Playa Crash Boat es una playa situada en el municipio del noroeste de Puerto Rico de Aguadilla. Ocupa el lugar de un antiguo puerto militar utilizado para rescatar a las tripulaciones derribadas de la Base de la fuerza aérea Ramey y todavía conserva algunos restos de la infraestructura del muelle. La playa es visitada principalmente a través de las autopistas PR-107 y PR-458.
Estos restos se han convertido en un lugar popular para la pesca y para nadar en sus aguas claras. Crash Boat también tiene dos grandes áreas de arena de playa para el baño general.